# Brodie Seger
Brodie Seger (North Vancouver, 28 dicembre 1995) è uno sciatore alpino canadese.

## Biografia
Originario di North Vancouver, fratello di Riley, a sua volta sciatore alpino, e attivo in gare FIS dal dicembre del 2010, in Nor-Am Cup Seger ha esordito il 6 dicembre 2011 a Nakiska in supergigante, senza completare la prova, e ha colto il primo podio il 9 febbraio 2016 a Whiteface Mountain in slalom gigante (3º). Ha debuttato in Coppa del Mondo il 26 gennaio 2017 a Lake Louise in supergigante (56º) e ai Campionati mondiali a Åre 2019, dove si è classificato 33º nella discesa libera, 27º nel supergigante e 37º nella combinata. Il 7 gennaio 2020 ha ottenuto a Stowe/Spruce Peak in slalom gigante la sua prima vittoria in Nor-Am Cup; l'anno dopo ai Mondiali di Cortina d'Ampezzo 2021 si è classificato 4º nel supergigante e non ha completato la discesa libera e lo slalom gigante. Ai XXIV Giochi olimpici invernali di Pechino 2022, suo esordio olimpico, si è classificato 22º nella discesa libera, 9º nella combinata e non ha completato il supergigante; ai Mondiali di Courchevel/Méribel 2023 si è piazzato 9º nel supergigante e non ha completato la discesa libera e la combinata e a quelli di Saalbach-Hinterglemm 2025 è stato 27º nella discesa libera, 28º nel supergigante e 17º nella combinata a squadre.

## Palmarès

### Coppa del Mondo
- Miglior piazzamento in classifica generale: 66º nel 2023

### Nor-Am Cup
- Miglior piazzamento in classifica generale: 2º nel 2022
- Vincitore della classifica di supergigante nel 2017
- 12 podi:
  - 2 vittorie
  - 3 secondi posti
  - 7 terzi posti

#### Nor-Am Cup - vittorie
| Data             | Località          | Paese       | Specialità |
| ---------------- | ----------------- | ----------- | ---------- |
| 7 gennaio 2020   | Stowe/Spruce Peak | Stati Uniti | GS         |
| 10 dicembre 2024 | Panorama          | Canada      | SG         |

Legenda:

SG = supergigante

GS = slalom gigante

### Campionati canadesi
- 4 medaglie:
  - 1 oro (supergigante nel 2015)
  - 1 argento (combinata nel 2016)
  - 2 bronzi (supergigante nel 2017; slalom gigante nel 2020)